# Stefan Raab
Stefan Konrad Raab, född 20 oktober 1966 i Köln, är en tysk komiker, musiker och programledare.
Stefan Raab är mest känd som programledare för TV-showen TV Total i Pro7. Han har även gjort programmet Schlag den Raab som är förlaga till det svenska programmet Vem kan slå Filip och Fredrik.
Raab är född och uppvuxen i Köln. Föräldrarna driver ett charkuteri i stadsdelen Sülz i Köln. Efter studentexamen 1986 gjorde Raab värnplikten i Köln-Wahn. Han studerade efter det juridik i Köln och Bielefeld och gick samtidigt i charkuteristlära i föräldrarnas företag, där han fick betyget mycket bra.

## TV
1993 fick han sitt genombrott inom TV hos musikkanalen Viva där han fram till 1998 ledde programmet Vivasion. 1999 gick han över till ProSieben där han fick den egna humorshowen TV total. Han genomför även en rad andra TV-aktiviteter som Wok-VM, Schlag den Raab, TV total Turmspringen och Snöfotboll. Det egna produktionsbolaget heter Raab TV. 2011 var Raab programledare för Eurovision Song Contest tillsammans med Judith Rakers och Anke Engelke.

## Musik
Internationellt är han kanske mer känd för sitt deltagande i Eurovision Song Contest 2000 med låten Wadde Hadde Dudde Da som slutade på femteplats. I Tyskland fick han sitt genombrott med humorsången Böörti Böörti Vogts om Tyskland förbundskapten under fotbolls-VM 1994 Berti Vogts. Nästa framgång kom 1996 med Hier kommt die Maus, en låt skapad i samband med 25-årsjubileet av Die Sendung mit der Maus.
Han skrev Tysklands bidrag 2004, Can't Wait Until Tonight, framfört av Maximilian Mutzke, samt 1998 (under pseudonymen Alf Igel) Guildo hat Euch Lieb, framfört av Guildo Horn.
Raab skapade 2010 castingshowen Unser Star für Oslo där man letade efter det tyska bidraget för Eurovision song contest. Raab satt med i juryn i programmet. Vinnaren Lena Meyer-Landrut vann sedan Eurovision song contest 2010 med låten Satellite. Raab fanns med i green room under tävlingen.